# 保拉·莫德索恩-贝克尔
保拉·莫德索恩-贝克尔（德語：Paula Modersohn-Becker，1876年2月8日—1907年11月21日）是一位德国画家，也是早期表现主义的重要代表人物之一。她在31歲時就死於產後血栓，因此她的職業生涯很短。她被公認為是第一位畫裸體自畫像的女性畫家，她也是20世紀初期現代主義運動很重要的成員。

## 生平

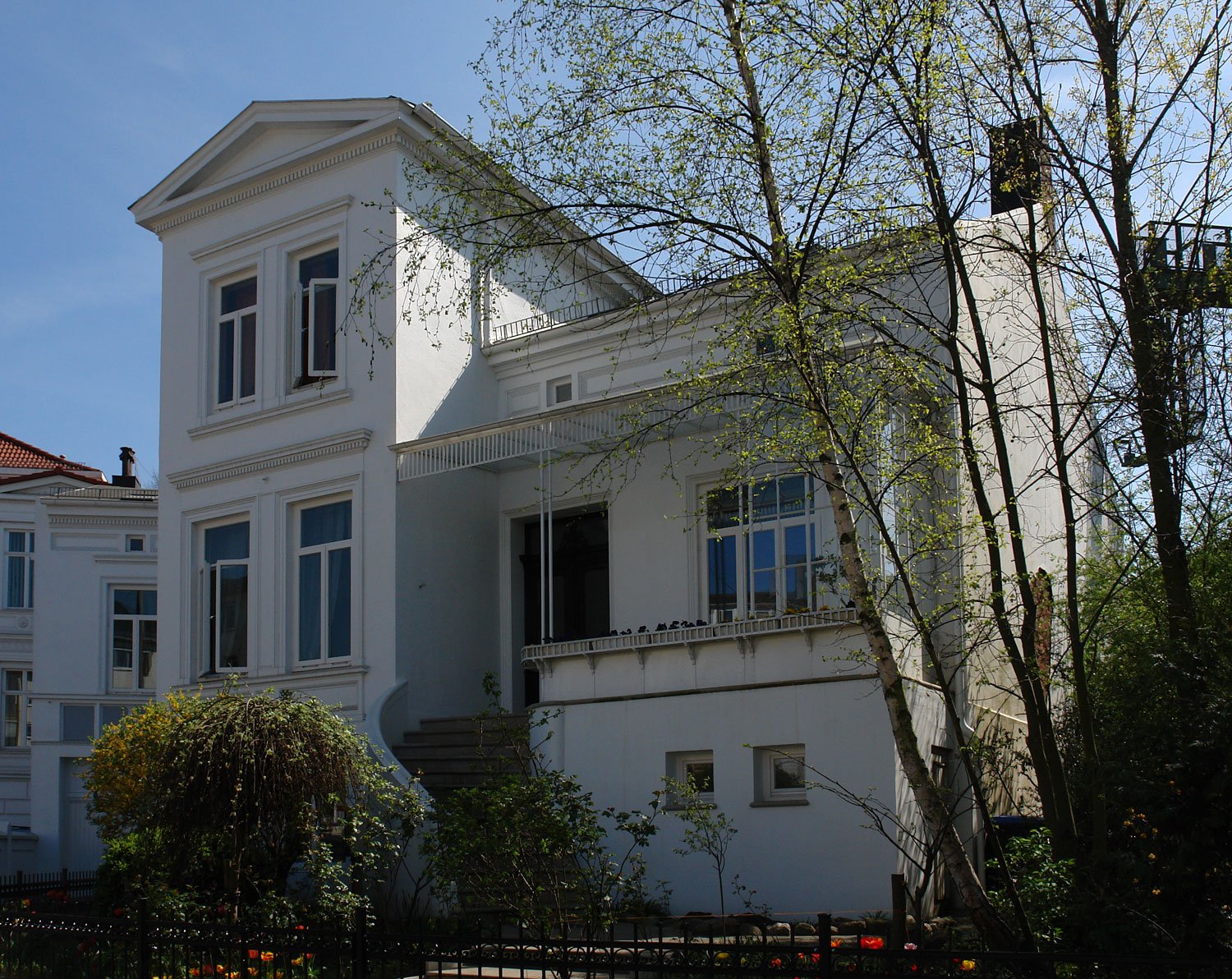
保拉·贝克尔父母家 1888年-1899年

貝克爾生長於德國德累斯顿的腓特烈城，是家裡的第三個小孩，她的父親 Carl Woldemar Becker (1841–1901)是俄羅斯大學法語教授的兒子，在德國鐵路公司擔任工程師，她的母親 Mathilde (1852–1926)來自貴族家庭Bültzingslöwen，她的父母讓孩子們在文化和知識的家庭環境中成長。
1888 年她們家從德勒斯登搬到不來梅。去拜訪倫敦的阿姨時，貝克爾在St John's Wood Art School 接受了她第一堂繪畫指導。1895年奧托·莫德索恩(Otto Modersohn)、弗列茲·麥肯遜(Fritz Mackensen)、弗里茨·歐佛貝克(Fritz Overbeck)和海因里希·沃格勒(Heinrich Vogeler) （页面存档备份，存于）在不來梅美術館展出，貝克爾因此接觸到了沃爾普斯韋德(Worpswede)藝術家圈子的作品。1893-1895 年在不來梅的期間貝克爾接受了私人的繪畫指導，1896 年貝克爾參加了提供女性繪畫學習的柏林女性畫家協會所贊助的繪畫課程。
貝克爾的朋友克拉拉·韋斯特霍夫(Clara Westhoff)1899年初離開柏林到巴黎學習，那年的12月貝克爾追隨他的腳步到了巴黎，1900年貝克爾在巴黎拉丁區的Académie Colarossi就讀。
1900年四月盛大的百年博覽會在巴黎舉行，當時弗里茨·歐佛貝克夫婦和奧托·莫德索恩在6月抵達巴黎，奧托·莫德索恩生病的妻子留在沃爾普斯韋德，後來在奧托·莫德索恩留在巴黎的期間去世，得知這個消息，弗里茨·歐佛貝克漢和弗里茨·歐佛貝克夫婦急忙趕回德國。
1901年貝克爾與奧托·莫德索恩結婚，成為奧托·莫德索恩第一段婚姻所生的 12 歲女兒 Elsbeth Modersohn 的繼母，這樣過了兩年後 1903 年她又搬回巴黎，從此至 1907 年她搬德國前，她大多和奧托·莫德索恩分開生活，在一封1906年12月17日從沃爾普斯韋德寄給萊納·瑪利亞·里爾克(Rainer MariaRilke)的信中她說：「現在我不知道我該怎麼簽我的名字，我不是莫德索恩但我也不再是保拉·貝克爾了。」昭示了這段婚姻的危機，不到一個月後她從巴黎寫信給她的丈夫：「試著習慣我們的生活會分道揚鑣的可能。」
1906年貝克爾扭轉了過去不想要孩子的想法，與巴黎有名的大眾情人(ladies’man)廝混在一起，然而當她 1907 年初回到丈夫的懷抱時，她便懷孕了，在 11 月生下了名為 Mathilde 的女兒。產後她抱怨有嚴重的腳痛，所以醫生要求她臥床休息，過了 18 天後她開始下床活動，但似乎她的腿上形成了血栓，隨著她的活動，血栓脫落並在數小時內導致她死亡。

## 職業生涯
1898年22歲的貝克爾沉浸在沃爾普斯韋德的藝術圈子裡，弗列茲·麥肯遜和海因里希·沃格勒隱退反抗大城市的藝術學術風格和生活，她在麥肯遜身邊學習，畫附近的農民和德國北邊風景，此時她和雕刻家克拉拉·韋斯特霍夫及詩人萊納·瑪利亞·里爾克成為要好的朋友。
在貝克爾開始以前，女性畫家並沒有在畫作中廣泛使用裸體女性做為主角，唯一值得注意的例外是三個世紀以前的畫家阿特蜜希雅·真蒂萊希(Artemisia Gentileschi)，藝術歷史學家認為阿特蜜希雅·真蒂萊希使用自己的身體作為作品《蘇珊娜和長老》(Susannah and the Elders)的模特。貝克爾的作品中的女性裸體是非傳統的，並且表現一種她對主題和表現方式的矛盾心
理
貝克爾受到現實主義和自然主義方法的訓練，搭配容易識別的簡單形式，她能夠使用刻劃溼顏料的方法在她的作品中呈現明顯的質地，之後她放棄這些技巧轉向野獸派，這就可以證明許多貝克爾的自畫像是被前拉斐爾派畫家11加百列·羅塞提(Dante Rossetti)所影響，包括《拿著碗和玻璃杯的自畫像》(Self-portrait with a bowl and a glass （页面存档备份，存于）) (1904)、《帶著琥珀項鍊的自畫像》(Self-portrait nude with amber necklace （页面存档备份，存于）) (1906)和《結婚六周年自畫像》(Self-portrait on my sixth wedding anniversary （页面存档备份，存于） )(1906)。如作家Diane Radycki 2013年為她撰寫的專著中所指出的，貝克爾可能影響了一或多幅的畢卡索的畫作。

## 至巴黎的旅程
直到1907年貝克爾為了藝術目的進行了六次到巴黎的旅程，有時和她的丈夫奧托·莫德索恩分居，在其中一次的旅程中，她到法國美術學院上課，時常參觀當代展覽，尤其對保羅·塞尚(Paul Cézanne)的作品有興趣，其他的後印象派畫家也十分有影響力，像是文森·梵谷(Vincent van Gogh)和保羅·高更(Paul Gauguin)，野獸派的影響表現在她的作品裡，例如《花園裡的貧民窟老婦人》(Old Woman from the Poorhouse in the Garden （页面存档备份，存于）)。
1906年，貝克爾離開沃爾普斯韋德以及她的丈夫來到巴黎追尋她的藝術家生涯，在1906年2月24日的日記中，樂觀的貝克爾寫道：「現在我離開了奧托·莫德索恩，我正站在舊生活和新生活的交界，我很好奇新生活會是怎樣的，以及我會成為怎樣的我？世事難料，順其自然吧。」儘管她的姐姐和媽媽都不贊同她離開奧托·莫德索恩到巴黎的決定，事實證明，此番搬遷對她的發展十分有益。
正是這段期間她完成了她最投入的作品，產出了一系列使她感到興奮和滿足的畫作，在這時期的畫作中，她推出了她最初的裸體自畫像，對女性藝術家來說是史無前例的，此外還有她朋友的畫像，包括萊納·瑪利亞·里爾克和維爾納·桑巴特(Werner Sombart)。貝克爾對她最後到巴黎的旅程所達成的藝術進展非常的正向，1906年5月她寫信給姐姐Milly Rohland-Becker說道：「我正在成為某個人—現在正是我人生中最開心的時候。」

## 晚年及過世
1907年，雖然當時的通信內容表現出她渴望獨立，貝克爾回到她在沃爾普斯韋德的丈夫身邊，她寫信表達在她追求藝術自由的同時，她對丈夫的愛以及遲來的想成為母親的渴望，她在成為母親以及是否能在作畫同時撫養孩子之間搖擺不定，她的日記提到她計畫在三十歲達成畫家生涯的成就，然後養育孩子，所以當她的女兒Mathilde (Tillie) Modersohn在1907年11月2日出生時，她和丈夫都很高興。
然而快樂在19天後成為悲劇，貝克爾突然地過世，她曾抱怨生產後她的雙退疼痛，醫生建議她在床上休息，11月21日回診時，醫生建議她下床，她走了幾步後坐下，將嬰兒抱在雙臂中，又抱怨著腿痛，便過世了，只來得及說：「What a pity.(真遺憾)」，她被埋葬在沃爾普斯韋德墓園，貝克爾的死可能是因為深部靜脈栓塞，按照當時的慣例，婦女生產後會長期躺在床上，這便是因此相對常見的妊娠併發症。
2007年11月保拉逝世100周年时她以前在不来梅的房子被改造成保拉·莫德索恩-贝克尔公共博物馆。2018年2月8日，部份國家Google首頁標誌改為以貝克爾為主題的塗鴉，紀念她142周年冥誕。

## 繪畫技巧
貝克爾在她短暫的畫家生涯中都使用同樣的技巧，她使用蛋彩和油彩，只加入少量的範圍的顏料，例如鋅白、鎘黃、翠綠和群青藍。

## 作品

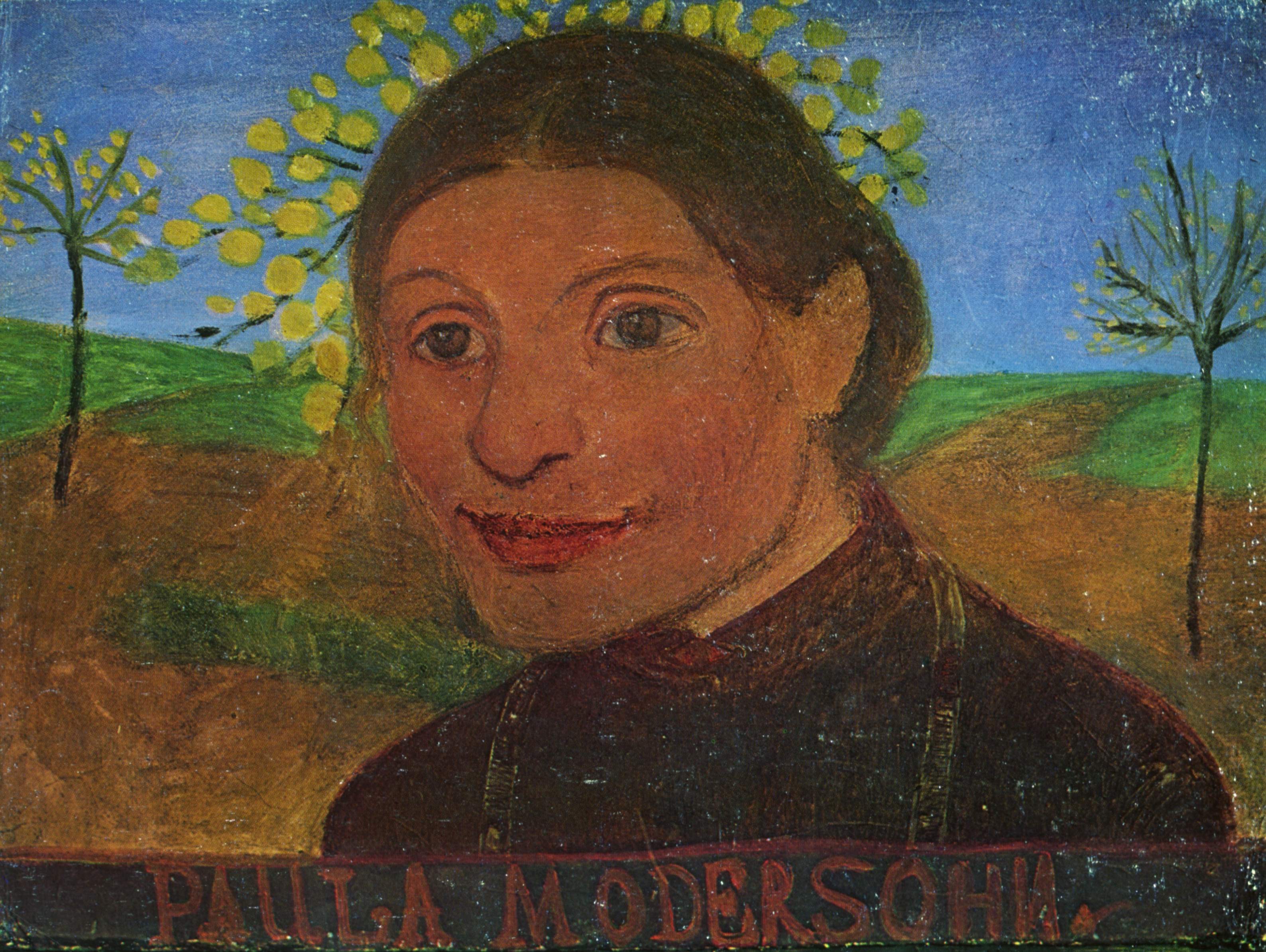
Self portrait, 1902
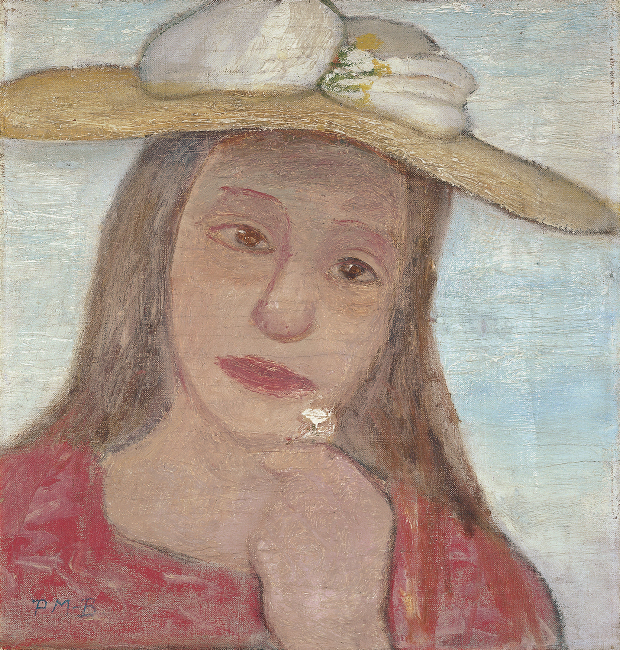
Mädchen mit Strohhut und Blume, 1902
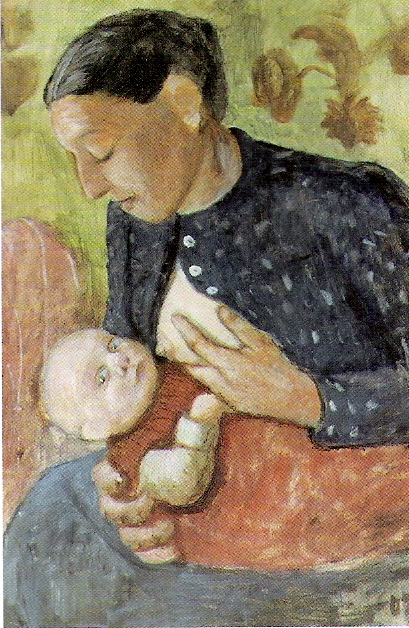
Stillende Mutter, 1902
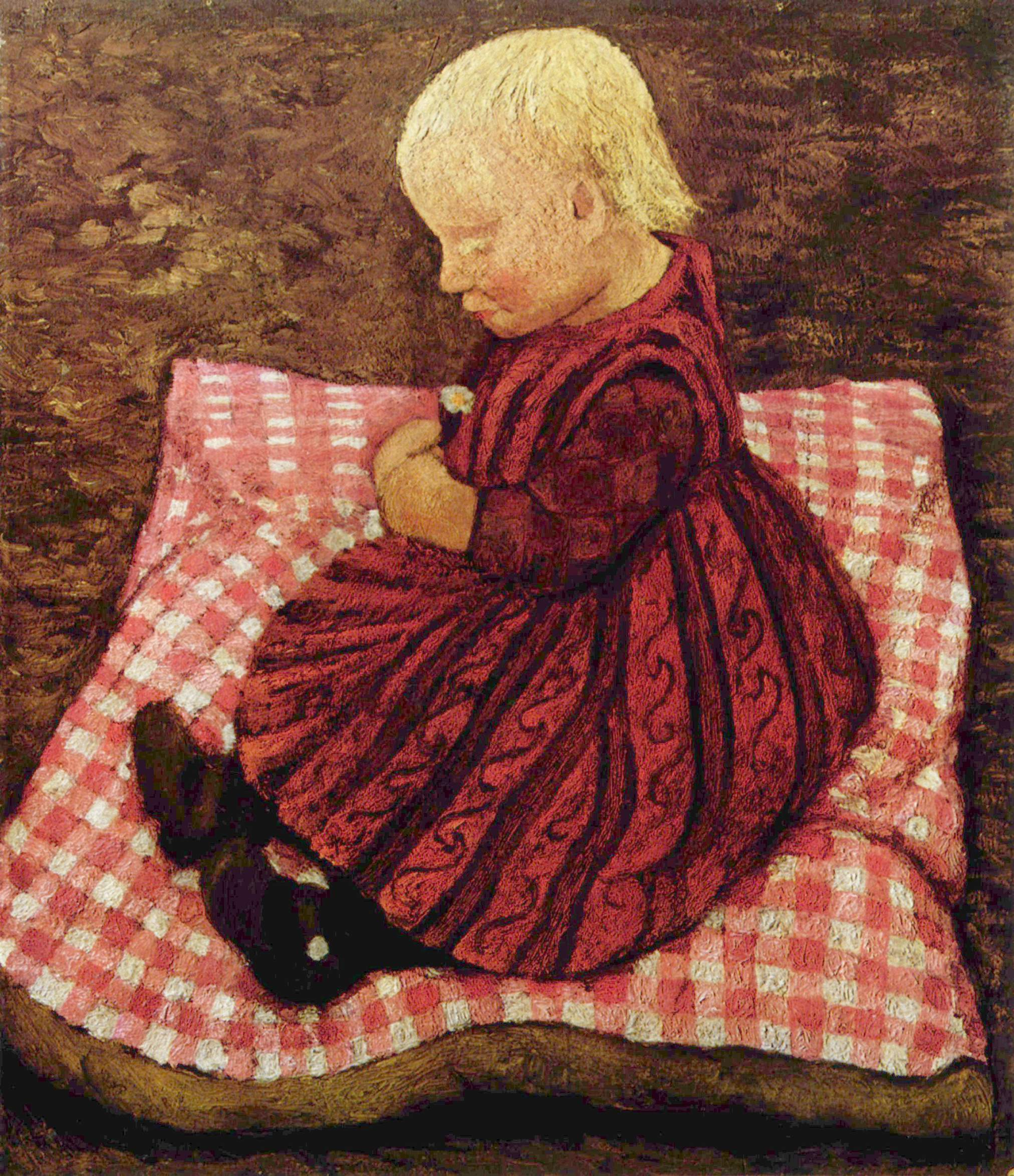
Bauernkind auf rotgewürfeltem Kissen, c.1904
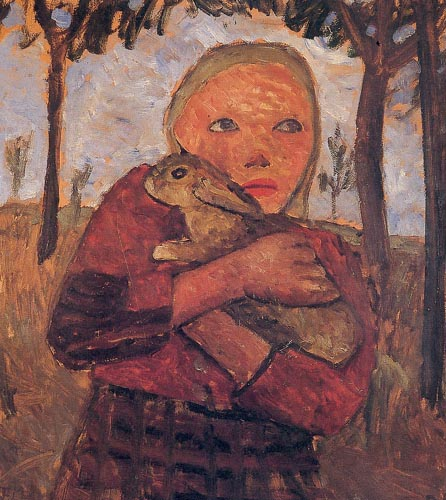
Mädchen mit Kaninchen, 1905
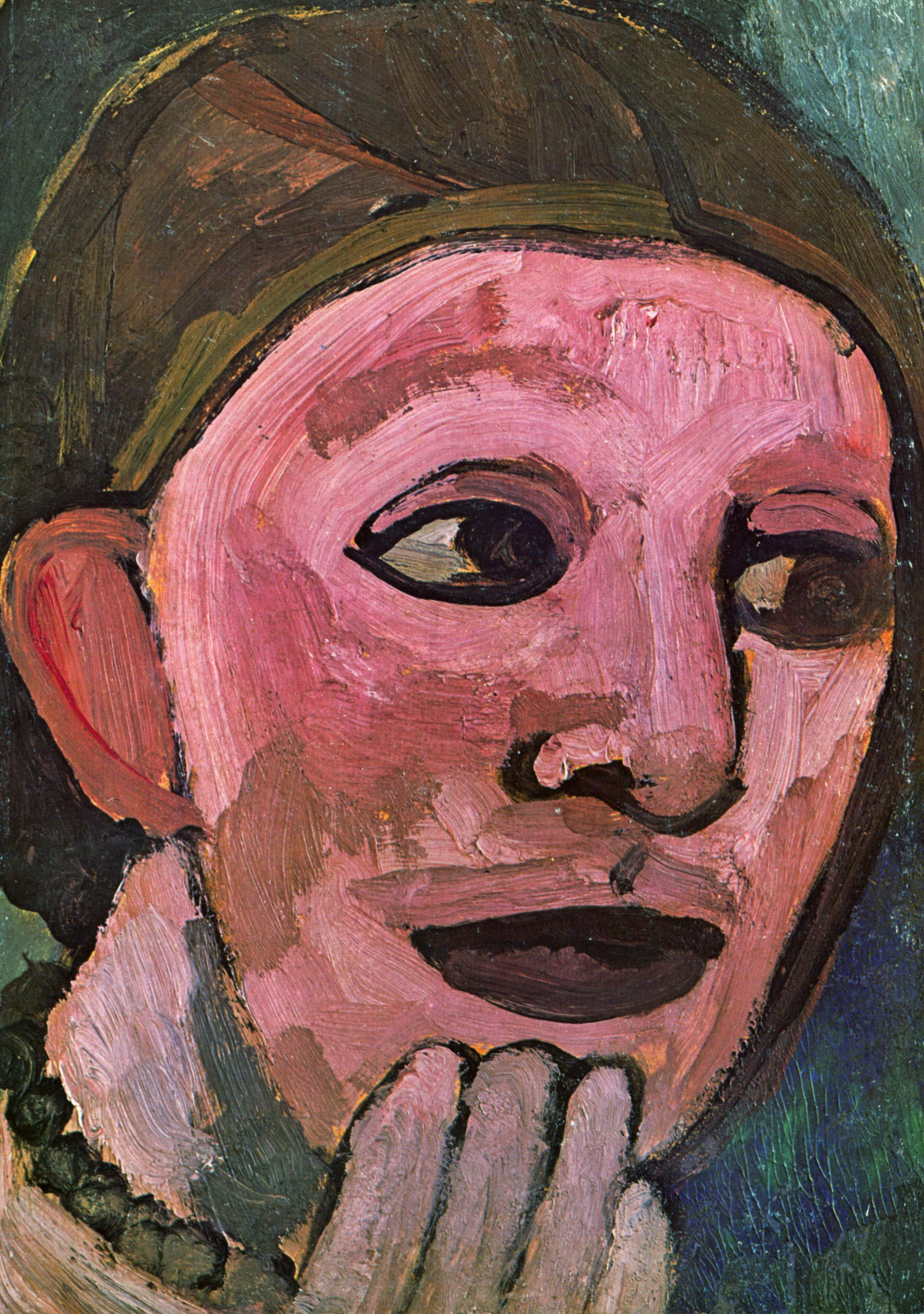
Selbstporträt, 1906–07
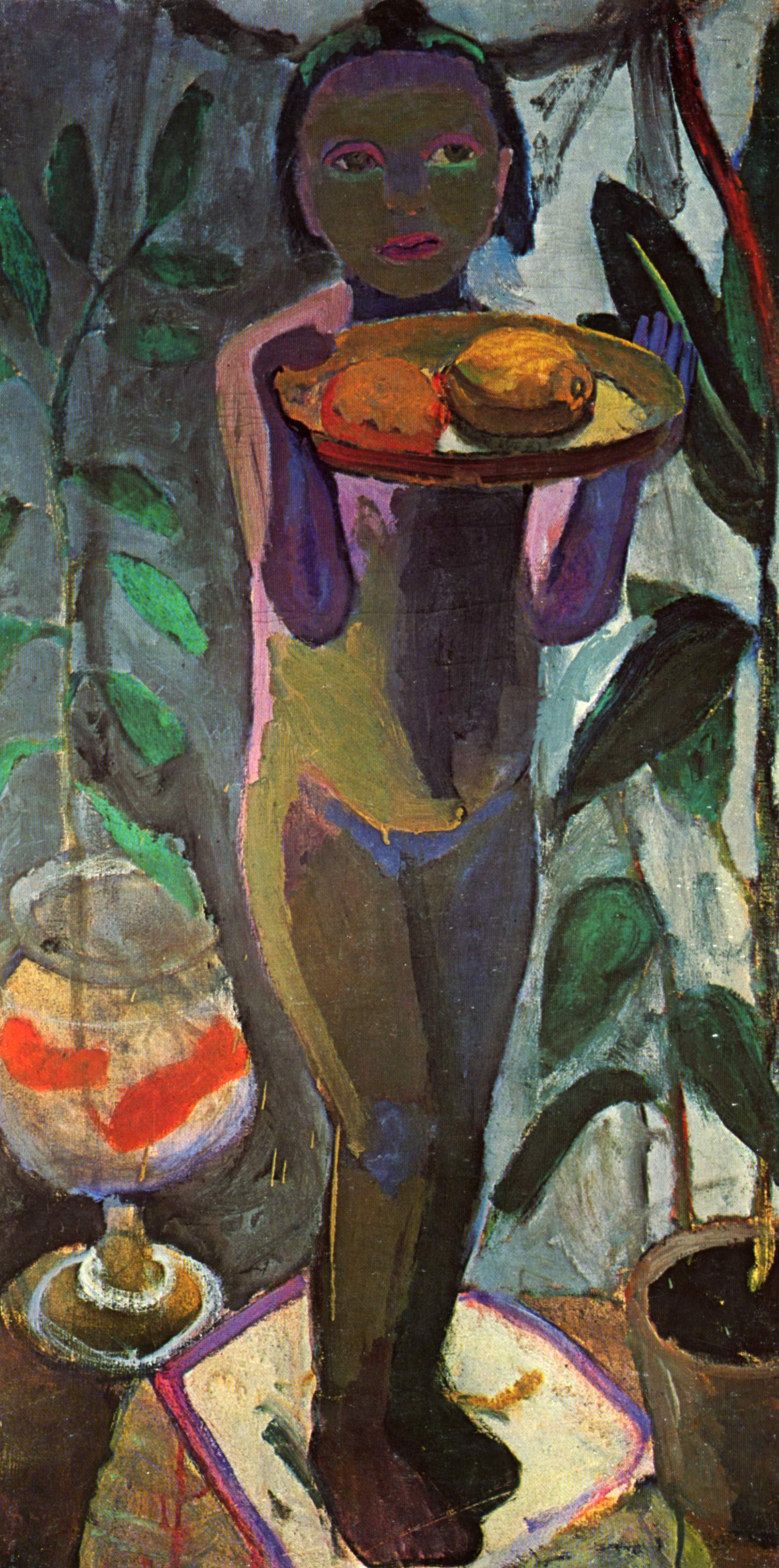
Kinderakt mit Goldfischglas, 1906–07
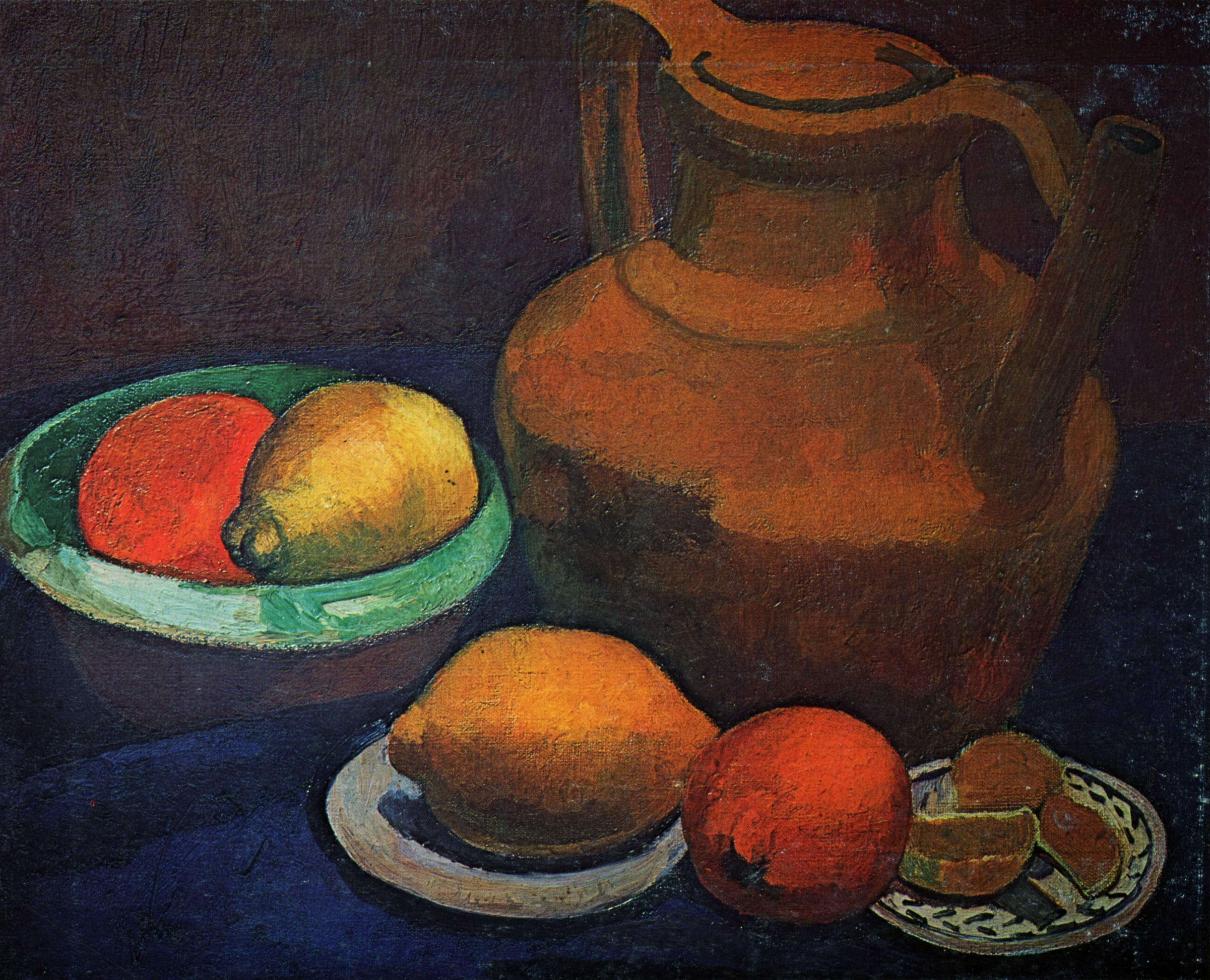
Stilleben mit Tonkrug, 1907
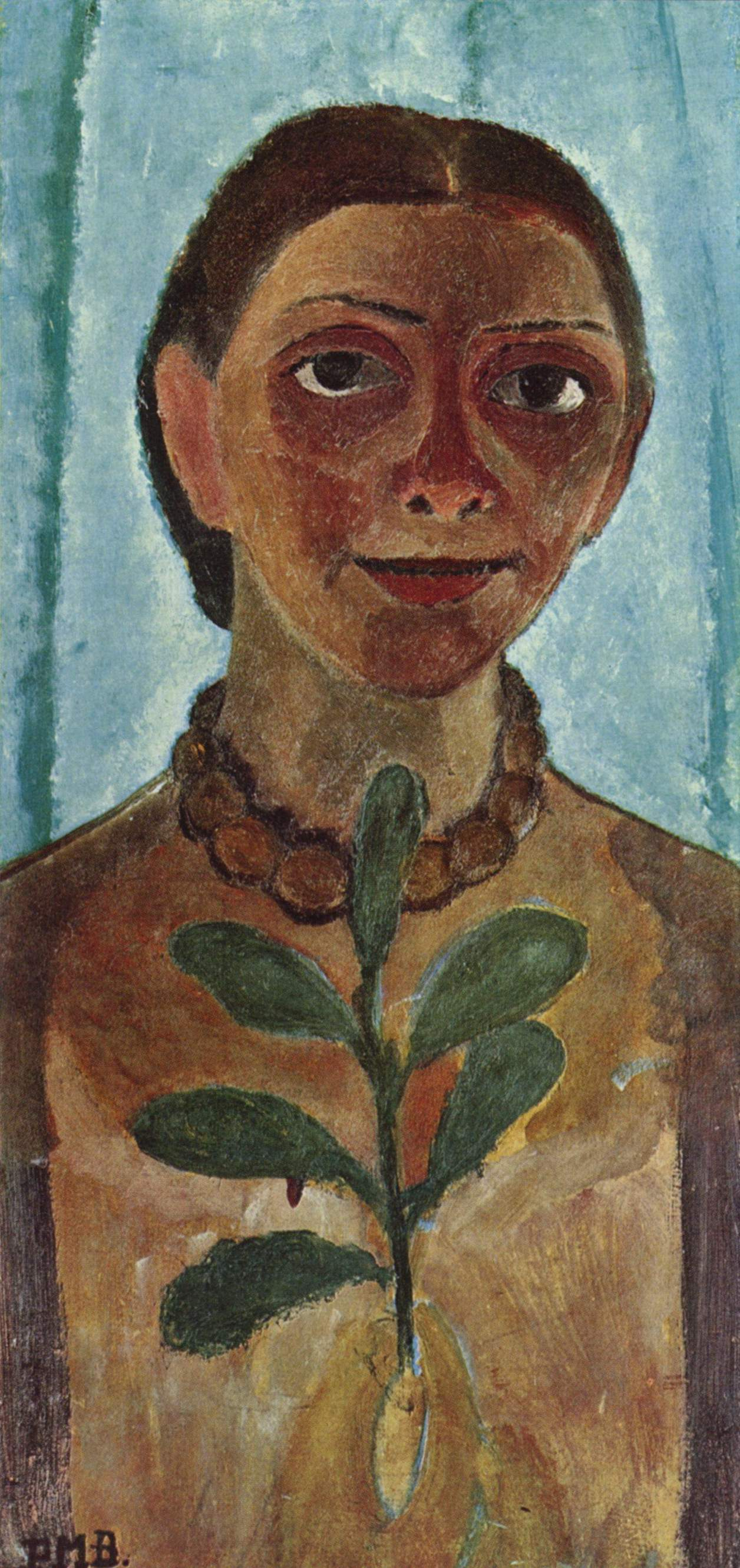
Die Malerin mit Kamelienzweig (Selbstporträt), 1907